# Murilo Badaró
Murilo Paulino Badaró (Minas Novas, 13 de setembro de 1931 - Belo Horizonte, 14 de junho de 2010) foi um advogado, escritor, orador e político brasileiro.
Foi ministro da Indústria e Comércio do Brasil, de 22 de agosto de 1984 a 15 de março de 1985, no governo João Figueiredo,presidente do regime Militar.

## Biografia
Nos início anos 50, Murilo Badaró se apresentava para multidões em óperas em Belo Horizonte. Usava como pseudônimo, o nome de Ricardo Villas.
Formado em Direito pela Faculdade de Direito da Universidade de Minas Gerais, hoje Universidade Federal de Minas Gerais, em 1955. Iniciou sua trajetória na política em 1958 aos 27 anos como deputado estadual pelo estado de Minas Gerais pelo PSD. Em 1962 foi reeleito com expressiva votação. Foi secretário do governo Israel Pinheiro. Em 1964 repudiou a cassação de Juscelino Kubitschek, cujo discurso lhe rendeu o título de "Protesto de uma Geração".
Em 1966 candidatou-se a deputado federal, já pela ARENA, sendo eleito com 48.056 votos. Votação expressiva para época. Em 1970 foi eleito novamente deputado federal por Minas Gerais com 40.129 votos. Em 1974 obteve 59.491 votos. Em 1968, o então deputado federal Murilo Badaró votou contra a cassação do Deputado Márcio Moreira Alves. Por consequência, foi afastado da Comissão de Constituição e Justiça da Câmara dos Deputados e ainda teve seu nome na lista para cassação de direitos políticas enviada ao Presidente da República Costa e Silva.
Em 1979 tornou-se senador biônico. No Senado, foi indicado pelo presidente João Figueiredo para ser líder do governo. Além da contribuição para a abertura política iniciada naquele período, Murilo Badaró ainda foi presidente da mais importante comissão do Senado Federal, a Comissão de Constituição e Justiça. Em 1984 foi nomeado pelo presidente Figueiredo ao cargo de ministro da Ministério do Indústria e Comércio. Atuando decisivamente para a salvação da Açominas, que beirava a falência.
No dia 13 de setembro de 2001, recebeu a Medalha de Honra da UFMG. Em 2004, atendendo aos anseios de sua cidade natal, seguiu os passos de seu Pai Francisco Badaró Júnior, e se candidatou a prefeito de Minas Novas. Murilo Badaró levou toda a sua experiência para a melhoria de diversas áreas da cidade, tais como Educação, Cultura e Saúde. Reformou os antigos prédio da Prefeitura e o casarão da cidade, transformando-os em pontos turísticos. No governo Itamar Franco, Badaró foi presidente do Banco de Desenvolvimento de Minas Gerais.

## Academia Mineira de Letras
Com a morte de Vivaldi Moreira, Murilo Badaró foi eleito, em 1998, presidente da Academia Mineira de Letras, presidência que perdurou até sua morte, em 14 de junho de 2010, por um infarto fulminante no coração. Seu velório reuniu políticos de diversas vertentes da política nacional, mostrando toda a capacidade de convergência e de conciliação de Murilo Badaró. Entre os presentes estiveram os ex-governadores de Minas Gerais Aécio Neves e Francelino Pereira, o então Governador Antônio Anastasia, secretários de Estado, o ex-Ministro e então Senador Hélio Costa, o Senador Eduardo Azeredo, Deputados Federais da bancada mineira, tais como Olavo Bilac, o então Prefeito de Belo Horizonte Márcio Lacerda e diversas personalidades da política e da literatura. Seu corpo seguiu em carro de bombeiro da sede da Academia Mineira de Letras até o cemitério do Bonfim, onde recebeu as ultimas honras de Estado. Um dia após seu falecimento, foi apresentado no Senado Federal, voto de pesar, aprovado unanimemente. Em razão do acontecimento foi decretado pelo Governador de Minas luto oficial de três dias.
Murilo Badaró escreveu diversas obras. Entre elas estão as premiadas biografias de políticos mineiros do século XX, tais como Gustavo Capanema, José Maria Alkmin, Milton Campos e, por fim, lançou em 2010, a do ex-presidente da Câmara dos Deputados e ex-Ministro do Supremo Tribunal Federal Bilac Pinto.